# Manoel Rezende de Mattos Cabral
Manoel Rezende de Mattos Cabral, conegut amb el sobrenom de Nelinho, (Rio de Janeiro, 26 de juliol de 1950) és un futbolista brasiler retirat de la dècada de 1970.

## Trajectòria esportiva
Jugava a la posició de lateral dret. Pel que fa a clubs, destacà principalment a Cruzeiro i Atlético Mineiro, clubs amb els quals guanyà 8 campionats de Minas Gerais. Fou internacional en 28 ocasions amb Brasil entre l'abril de 1974 i el juny de 1980, i marcà vuit gols. Disputà dos Mundials, els anys 1974 i 1978, i va marcar un dels gols més impressionants en la història dels Mundials, en el partit pel tercer lloc davant Itàlia el 1978, amb un gran xut des de prop de la cantonada que superà l'estirada de Dino Zoff.

## Palmarès
- Copa Libertadores: 1
  - 1976
- Campionat mineiro: 8
  - 1973, 1974, 1975, 1977, 1982, 1983, 1985, 1986
- Campionat gaúcho: 1
  - 1980
- Copa Minas Gerais:
  - 1973, 1975, 1979
- Copa Atlàntica:
  - 1976
- Pilota de plata de la revista Placar: 
  - 1975, 1979, 1980, 1983